# Achun (hora)
Achun (rusky Аху́н) je horský masiv nacházející se v jižním Rusku nedaleko města Soči. Skládá se ze tří vrcholů: Velký Achun (663 m n. m.), Malý Achun (501 m n. m.) a Orlí skály (380 m n. m.). Leží v Sočském národním parku, je tvořen krasem s množstvím jeskyní, na jeho úpatí se nacházejí Agurské vodopády. Na nejvyšším vrcholu slouží návštěvníkům 30,5 metru vysoká vyhlídková věž z kvádříkového zdiva, postavená v roce 1936 podle projektu Sergeje Ivanoviče Vorobjeva. Achun je posvátnou horou domorodého národa Ubychů.